# 塞缪尔·肖特
塞缪尔·肖特（英語：Samuel Short，2003年9月17日—），澳大利亚男子游泳运动员，主攻中长距离自由泳。他曾代表澳大利亚参加2022年英联邦运动会游泳比赛，获得一枚金牌和一枚银牌。